# Soulaines-sur-Aubance
Soulaines-sur-Aubance és un municipi francès situat al departament de Maine i Loira i a la regió de País del Loira. L'any 2007 tenia 1.197 habitants.

## Demografia

### Població
El 2007 la població de fet de Soulaines-sur-Aubance era de 1.197 persones. Hi havia 421 famílies de les quals 56 eren unipersonals (28 homes vivint sols i 28 dones vivint soles), 140 parelles sense fills, 213 parelles amb fills i 12 famílies monoparentals amb fills.
La població ha evolucionat segons el següent gràfic:
Habitants censats

### Habitatges
El 2007 hi havia 443 habitatges, 418 eren l'habitatge principal de la família, 11 eren segones residències i 13 estaven desocupats. 436 eren cases i 7 eren apartaments. Dels 418 habitatges principals, 354 estaven ocupats pels seus propietaris, 60 estaven llogats i ocupats pels llogaters i 4 estaven cedits a títol gratuït; 1 tenia una cambra, 6 en tenien dues, 40 en tenien tres, 82 en tenien quatre i 289 en tenien cinc o més. 346 habitatges disposaven pel capbaix d'una plaça de pàrquing. A 134 habitatges hi havia un automòbil i a 270 n'hi havia dos o més.

### Piràmide de població
La piràmide de població per edats i sexe el 2009 era:
| Homes | Edats   | Dones |
| ----- | ------- | ----- |
| 0     | 95 o +  | 0     |
| 0     | 90 a 94 | 8     |
| 4     | 85 a 89 | 0     |
| 4     | 80 a 84 | 0     |
| 8     | 75 a 79 | 4     |
| 12    | 70 a 74 | 12    |
| 24    | 65 a 69 | 12    |
| 12    | 60 a 64 | 16    |
| 20    | 55 a 59 | 24    |
| 52    | 50 a 54 | 40    |
| 52    | 45 a 49 | 44    |
| 36    | 40 a 44 | 64    |
| 48    | 35 a 39 | 40    |
| 60    | 30 a 34 | 44    |
| 32    | 25 a 29 | 28    |
| 40    | 20 a 24 | 32    |
| 52    | 15 a 19 | 56    |
| 60    | 10 a 14 | 60    |
| 44    | 5 a 9   | 60    |
| 48    | 0 a 4   | 20    |

## Economia
El 2007 la població en edat de treballar era de 832 persones, 648 eren actives i 184 eren inactives. De les 648 persones actives 608 estaven ocupades (320 homes i 288 dones) i 40 estaven aturades (22 homes i 18 dones). De les 184 persones inactives 60 estaven jubilades, 90 estaven estudiant i 34 estaven classificades com a «altres inactius».

### Ingressos
El 2009 a Soulaines-sur-Aubance hi havia 418 unitats fiscals que integraven 1.203 persones, la mediana anual d'ingressos fiscals per persona era de 19.989 €.

### Activitats econòmiques
Dels 32 establiments que hi havia el 2007, 2 eren d'empreses alimentàries, 11 d'empreses de construcció, 2 d'empreses de comerç i reparació d'automòbils, 1 d'una empresa de transport, 1 d'una empresa d'hostatgeria i restauració, 2 d'empreses d'informació i comunicació, 5 d'empreses de serveis, 5 d'entitats de l'administració pública i 3 d'empreses classificades com a «altres activitats de serveis».
Dels 10 establiments de servei als particulars que hi havia el 2009, 2 eren paletes, 1 fusteria, 4 lampisteries, 1 electricista, 1 empresa de construcció i 1 restaurant.
Dels 2 establiments comercials que hi havia el 2009, 1 era una fleca i 1 una carnisseria.
L'any 2000 a Soulaines-sur-Aubance hi havia 12 explotacions agrícoles que ocupaven un total de 368 hectàrees.

## Equipaments sanitaris i escolars
El 2009 hi havia una escola elemental.

## Poblacions més properes
El següent diagrama mostra les poblacions més properes.